# Жагуарон (річка)
Жагуарон (порт. Rio Jaguarão, ісп. Río Yaguarón) — річка на півдні Бразилії (штат Ріу-Гранді-ду-Сул) і сході Уругваю (департамент Серро-Ларго), у нижній та середній течії утворює між ними природний кордон. Довжина — 270 км. Площа водозбору 8188 км², із яких 78 % знаходяться на території Бразилії, а 22 % — на території Уругваю . Починається на території муніципалітету Баже і тече у південно-східному напрямку. Впадає у лагуну Мірим.
Середня витрата води в річці дорівнює 86,3 м³/с. Ландшафти басейну річки представлені пампасами. Населення водозбору дорівнює 45 %415 осіб у бразильській частині та 18 %446 в уругвайській (дані чинні на 2013 рік).
Основними притоками є річки Кандіота, Гуавайу.
У долині річки мешкає рідкісний птах Limnoctites rectirostris із родини горнерових.
Судноплавна протягом 32 км від гирла .
Назва річки походить від слова «ягуар».